# رجل يمشي في زاوية
رجل يمشي في زاوية (بالإنجليزية: Man Walking Around a Corner)‏ فيلم أبيض وأسود بريطاني صامت مبكرًا من إنتاج عام 1887 صوره لوي لو برانس في ليدز، إنجلترا. يظهر تسلسل إطار يُظهر رجلاً يسير حول الزاوية، لا يعتبره البعض فيلمًا، بل سلسلة من الصور مجموعها 16 صورة، كل واحدة مأخوذة من إحدى العدسات من كاميرا لوي لو برانس، يستمر الفيلم أقل من ثانية، تم التقاطه بكاميرا ذات 16 عدسة. واصل لو برانس تطوير الكاميرا ذات العدسة الواحدة وفي 14 أكتوبر 1888 قام أخيرًا بعمل أول صورة متحركة في العالم في فيلم مشهد حديقة راوندهاي عام 1888.

## روابط خارجية
- Man Walking Around a Corner (1887) على يوتيوب
- رجل يمشي في زاوية  في قاعدة بيانات الأفلام على الإنترنت (بالإنجليزية)